# Livdragonregementet (1721–1791)
Det yngre och indelta Livdragonregementet bildades 1721 genom en sammanslagning av Åbo och Björneborgs läns kavalleriregemente, det äldre och värvade Livdragonregementet och Upplands ståndsdragonregemente.
Vid tiden för Magnus Wilhelm Armfelts befäl av regementet (1776-1781) huserades befälhavaren på överstebostället Saari i nuvarande Tammela.
År 1791 omorganiserades Livdragonregementet till lätt infanteri. Livbataljonen (södra bataljonen) införlivades med Åbo läns infanteriregemente som detta regementes tredje, lätta eller rusthållsbataljon, medan den andra bataljonen (norra bataljonen) införlivades med Björneborgs infanteriregemente som dess lätta bataljon.

## Kompanier
1. Livkompaniet
2. Överstelöjtnantens kompani
3. Majorens kompani
4. Halikko kompani
5. Masku kompani
6. Vemo kompani
7. Nedre Satakunda kompani
8. Övre Satakunda kompani

## Förbandschefer
- 1721–1723: Nils Gyllenstierna
- 1723–1740: Philip Örnestedt
- 1740–1760: Robert Muhl
- 1760–1761: Otto Herman von Stahlen
- 1761–1772: Augustin Ehrensvärd
- 1772–1776: Fredrik Carl Dohna
- 1776–1781: Magnus Wilhelm Armfelt
- 1781–1791: Anders Leijonhielm